# Congregação de São Miguel Arcanjo
Congregação de São Miguel Arcanjo (em latim: Congregatio Sancti Michaëlis Archangeli), conhecida também como Padres Miguelitas, é um instituto religioso da Igreja Católica fundado em 1897 pelo Beato Bronisław Markiewicz, um padre polonês de Miejsce Piastowe, Polônia. A congregação é um dos trinta grupos reconhecidos oficialmente da Família Salesiana de Dom Bosco. Suas letras pós-nominais são C.S.M.A..

## História

Beato Bronisław Markiewicz

Em 29 de setembro de 1921, o arcebispo de Cracóvia, Adam Stefan Sapieha, autorizou a congregação e, em 15 de junho de 1966, ela foi reafirmada pelo Papa Paulo VI.

## Miguelitas hoje
Com sede nos subúrbios de Varsóvia, a congregação atualmente opera em diversos países ao redor do mundo, incluindo Argentina, Paraguai, Itália, Alemanha, Bielorrússia, Papua Nova Guiné, Austrália, Áustria, Canadá e Estados Unidos. Em 2012, havia 28 comunidades estabelecidas com 340 membros, incluindo 264 padres.
A atividade apostólica da congregação se concentra na educação de crianças e jovens.